# Mużyczje
Mużyczje (ros. Мужичье) – wieś w Rosji, w obwodzie woroneskim, w rejonie worobjowskim. W 2010 liczyła 909 mieszkańców.